# Roy Rea
Robert "Roy" Rea (ur. 28 listopada 1934 w Belfaście, zm. 5 kwietnia 2005 w Toronto) – północnoirlandzki piłkarz występujący na pozycji bramkarza.

## Kariera klubowa
W swojej karierze Rea reprezentował barwy zespołów Banbridge Town, Glenavon, Toronto Italia, Glentoran, ponownie Toronto Italia oraz Burnaby Villa. Wraz z Glenavonem zdobył mistrzostwo Irlandii Północnej (1957) oraz dwa Puchary Irlandii Północnej (1957, 1959).

## Kariera reprezentacyjna
W 1958 roku Rea został powołany do reprezentacji Irlandii Północnej na mistrzostwa świata. Nie zagrał jednak na nich w żadnym meczu, a Irlandia Północna odpadła z turnieju w ćwierćfinale. W drużynie narodowej Rea nie rozegrał żadnego spotkania.